# Victorovca, Cantemir
Victorovca este un sat din cadrul comunei Ciobalaccia din raionul Cantemir, Republica Moldova.

## Demografie

### Structura etnică
Structura etnică a localității conform recensământului populației din 2004:
| Grup etnic                                               | Populație, loc. | Ponderea, % |
| -------------------------------------------------------- | --------------- | ----------- |
| Bulgari                                                  | 785             | 59,38       |
| Băștinași declarați Moldoveni Băștinași declarați Români | 488 7           | 36,91 0,53  |
| Ucraineni                                                | 17              | 1,29        |
| Ruși                                                     | 16              | 1,21        |
| Găgăuzi                                                  | 1               | 0,08        |
| Alții                                                    | 8               | 0,61        |
| Total                                                    | 1322            | 100         |